# Aïn El Melh
Aïn El Melh (em árabe: عين الملح) é uma cidade e comuna localizada na província de M'Sila, Argélia. Segundo o censo de 2008, a população total da cidade era de 37 045 habitantes.